# Carter Brey
Carter Brey (* 1954 in South Salem/New York) ist ein US-amerikanischer Cellist und Musikpädagoge.

## Werdegang
Brey begann im Alter von neun Jahren Geige zu spielen, wechselte aber zwölfjährig zum Cello. Sein erster Lehrer war der Geiger und Musiklehrer Paul Ehrlich. Ab 1970 nahm er privaten Unterricht bei Barbara Levy; sein Studium absolvierte er schließlich bei Laurence Lesser und Stephen Kates am Peabody Institute und bei Aldo Parisot an der Yale University. Seit 2008 unterrichtet er am Curtis Institute of Music.
Von 1979 bis 1981 war er Cellist im Cleveland Orchestra. Im Jahr 1981 gewann er den Dritten Preis beim Concours de violoncelle Rostropovitch und begann eine Laufbahn als Konzertcellist. Er trat mit den namhaften Orchestern der USA unter Leitung von Dirigenten wie Claudio Abbado, Semjon Bytschkow, Sergiu Comissiona und Christoph von Dohnányi auf und erhielt Preise wie den Gregor Piatigorsky Memorial Prize, den Avery Fisher Career Grant, den Young Concert Artists’ Michaels Award und den Preforming Arts Prize des Arts Council of America.
1996 wurde Brey Erster Cellist des New York Philharmonic Orchestra. In seinem Debütkonzert spielte er 1997 unter Leitung von Kurt Masur Tschaikowskis Rokokovariationen. Unter Alan Gilbert trat er in den Cellokonzerten Samuel Barbers, Antonín Dvořáks, Edward Elgars und Robert Schumanns auf, unter Lorin Maazel und Zubin Mehta in Richard Strauss’ Don Quixote und unter Christoph Eschenbach in Johannes Brahms’ Doppelkonzert.
Als Kammermusiker gab er Recitals mit dem Pianisten Christopher O’Riley, mit dem er The Latin American Album aufnahm, arbeitete mit dem Tokyo String Quartet, dem Emerson String Quartet und der Chamber Music Society of Lincoln Center zusammen und trat bei den Festivals von Santa Fe und Spoleto und beim La Jolla Chamber Music Festival auf. Seit 2017 ist er Cellist des New York Philharmonic String Quartet.